# Вільне (Нивотрудівська сільська громада)
Ві́льне — село в Україні, у Нивотрудівській сільській громаді Криворізького району Дніпропетровської області.
Населення — 777 мешканців.

## Географія
Село Вільне розташоване на березі Південного водосховища. На півдні межує з селом Новоукраїнське, на півночі з селом Єлизаветпілля, та на заході з селом Трудолюбівка Широківського району. Поруч проходить залізниця, станція Нива Трудова за 4 км.

## Історія
Утворене на вільних землях 1923 року. 1929 року тут створений колгосп «Вільний». 1950 року приєднанням злиттям колгоспу «Вільний», «Пролетар», «Пам'ять Ілліча» й «Примірний» був утворений колгосп «імені Кірова», що проіснував до 1998 року коли було розпайовано землю. 1984 року село газіфіковане.

## Населення
Згідно з переписом УРСР 1989 року чисельність наявного населення села становила 864 особи, з яких 404 чоловіки та 460 жінок.
За переписом населення України 2001 року в селі мешкало 777 осіб.

### Мова
Розподіл населення за рідною мовою за даними перепису 2001 року:
| Мова       | Відсоток |
| ---------- | -------- |
| українська | 94,47 %  |
| російська  | 4,50 %   |
| молдовська | 0,51 %   |
| білоруська | 0,26 %   |
| інші       | 0,26 %   |

## Об'єкти соціальної сфери
- Школа.